# Scendi
Scendi è il primo album in studio del gruppo musicale italiano Zero Assoluto, pubblicato nel 2004.
L'album contiene i singoli: Magari meno, Tu come stai, Mezz'ora e Minimalismi. Nel brano omonimo ha partecipato come cantante anche il co-produttore del disco Enrico Sognato.

## Tracce
1. Magari meno – 3:43
2. 40 mq – 4:35
3. Minimalismi – 3:28
4. È strano – 3:07
5. Tu come stai – 3:28
6. Mezz'ora – 3:50
7. Scendi (feat. Enrico Sognato) – 4:08
8. Delirio – 3:12
9. 4 cose – 3:00
10. Settimana di ricordi – 2:40

## Formazione
Gruppo
- Thomas De Gaspari – voce, tastiera, programmazione
- Matteo Maffucci – voce

Altri musicisti
- Danilo Pao – basso, tastiera, programmazione, chitarra
- Enrico Sognato – basso, chitarra
- Ash – tastiera, programmazione
- Folco Peroni – tastiera, programmazione